# The Big Break - La Gran Fuga
La Gran Fuga (en inglés The Big Break) es el quinto álbum de estudio de Willie Colón & Héctor Lavoe, lanzado el 1 de mayo de 1970 por el sello Fania Records, bajo la producción de Jerry Masucci. Algunos de los temas que se desprenden de este álbum son «Barrunto», «Ghana' E», «Sigue Feliz», «No Cambiaré» y otros más.

## Historia
Ya en 1971, el dúo conformado por Willie Colón y Héctor Lavoe era uno de los abanderados de la salsa.
Este quinto LP acrecentó la fama del binomio salsero; Su éxito fue tal que constantemente eran contratados por más países de Europa para presentarse ante multitudes.

## Lista de canciones
| N.º | Título                   | Compositor(es)              | Duración |  |
| 1.  | «Ghana' E»               | Willie Colón & Héctor Lavoe | 4:01     |  |
| 2.  | «Pa' Colombia»           | C. Curet Alonso             | 5:47     |  |
| 3.  | «No Cambiare»            | Willie Colón & Héctor Lavoe | 3:37     |  |
| 4.  | «Sigue Feliz»            | Carlos Román                | 4:12     |  |
| 5.  | «Barrunto»               | C. Curet Alonso             | 5:52     |  |
| 6.  | «Abuelita»               | Willie Colón & Héctor Lavoe | 4:21     |  |
| 7.  | «Panameña»               | Willie Colón & Héctor Lavoe | 6:36     |  |
| 8.  | «Canción Para Mi Suegra» |                             | 0:55     |  |

## Personal

### Músicos
- 1.er Trombón y Líder de la banda - Willie Colón
- Cantante - Héctor Lavoe
- 2.º Trombón - Willie Campbell
- Congas - Milton Cardona
- Timbales - Louie “Timbalito” Romero
- Bongó - José Mangual Jr.
- Piano - “El Profesor” Joe Torres
- Bajo - Santi González

### Créditos
- Productor - Jerry Masucci
- Director De Grabación – Johnny Pacheco
- Idea y Diseño Del Álbum Original - Izzy Sanabria